# Oscar Campos Contreras
Oscar Armando Campos Contreras (* 18. September 1947 in Guadalajara) ist ein mexikanischer Geistlicher und emeritierter römisch-katholischer Bischof von Ciudad Guzmán.

## Leben
Oscar Campos Contreras empfing am 27. Dezember 1978 das Sakrament der Priesterweihe für das Bistum Tuxtla Gutiérrez.
Am 23. Mai 2006 ernannte ihn Papst Benedikt XVI. zum Titularbischof von Summa und bestellte ihn zum Weihbischof in Antequera. Der Erzbischof von Antequera, José Luis Chávez Botello, spendete ihm am 12. Juli desselben Jahres die Bischofsweihe; Mitkonsekratoren waren der Erzbischof von Acapulco, Felipe Aguirre Franco, und der Bischof von Tuxtla Gutiérrez, Rogelio Cabrera López. Am 2. Februar 2010 ernannte ihn Benedikt XVI. zum Bischof von Tehuantepec. Die Amtseinführung erfolgte am 23. März desselben Jahres.
Am 25. September 2017 ernannte ihn Papst Franziskus zum Bischof von Ciudad Guzmán.
Am 4. Mai 2024 nahm Papst Franziskus seinen altersbedingten Rücktritt an.